# إثيل بيدلي
إثيل شارلوت بيدلي (19 يونيو 1859 - 6 أغسطس 1898)، ولدت في أكتون بالقرب من لندن. كانت ابنة فريدريك بيدلي وزوجته إليزا. كانت مؤلفة وموسيقية إنجليزية أسترالية، وبدأت بيدلي دروس العزف على البيانو في سن الخامسة، وهاجرت إلى أستراليا مع عائلتها في سبعينيات القرن التاسع عشر لكنها عادت إلى لندن للدراسة في الأكاديمية الملكية للموسيقى، حيث درست مع عمها بروسبر سانتون، أستاذ الكمان، وفازت بميدالية. كما تم تدريبها على يد خالتها، كونترالو شارلوت ساينتون دولبي الشهيرة، في أكاديمية فوكال الخاصة بها.